# Pingtung (län)

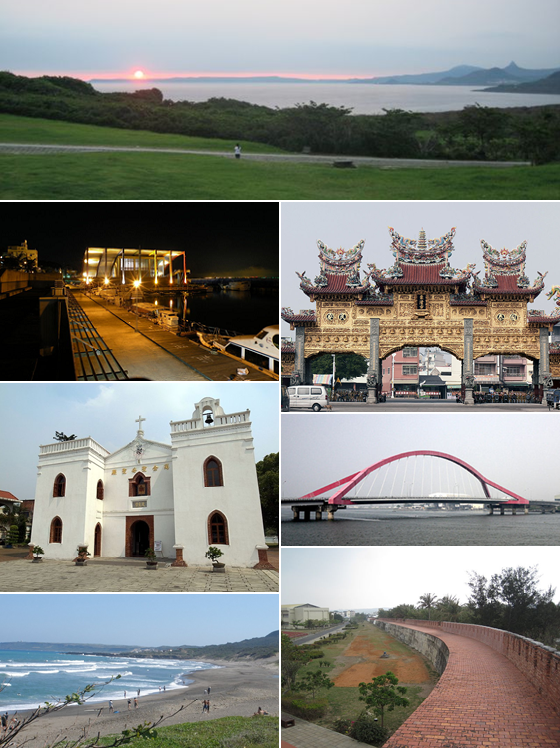
Vyer från distriktet.

Distriktet Pingtung (pinyin: Píngdōng Xiàn) är ett av önationen Taiwans 22 administrativa områden.

## Geografi
Distriktet ligger i landets sydligaste del och gränsar söder- och västerut mot Sydkinesiska havet, österut mot Taitung och norrut mot Kaohsiung.
Distriktet har en yta på cirka 2 776 km². Befolkningen uppgår till cirka 853 000 invånare. Befolkningstätheten är cirka 307 invånare / km².
Inom distriktet finns nationalparken Kěndīng guójiā gōngyuán Qū i den södra delen och sjön Lóngluán Tán (största sötvattensjö i Taiwan). På öns sydligaste plats kap Eluanbi (É luán bí) står fyren Éluánbí Dēngtǎ.

## Förvaltning
Distriktet är underdelad i 1 stadsområde (shì) och 32 orter (3 jhèng och 29 siang).
Distriktet förvaltas av ett länsråd ("Píngdōng Xiàn Yìhuì" / Pingtung County Council) under ledning av en guvernör ("Xiàn Cháng" / magistrate).
Distriktets ISO 3166-2-kod är "TW-PIF". Huvudorten är Pingtung.